# Усов Іван Олексійович
Усов Іван Олексійович (7 жовтня 1977) — російський плавець.
Учасник Олімпійських Ігор 2004 року. Чемпіон світу з водних видів спорту 2003 року в естафеті 4×100 м вільним стилем.